# Phyllagathis tuberosa
Phyllagathis tuberosa là một loài thực vật có hoa trong họ Mua. Loài này được (C. Hansen) Cellinese & S.S. Renner miêu tả khoa học đầu tiên năm 1997.